# اورلیتشکی
اورلیتشکی (به چکی: Orličky) یک منطقهٔ مسکونی در جمهوری چک است که در ناحیه اوستی ناد اورلیتسی واقع شده‌است. اورلیتشکی ۸٫۶۴ کیلومتر مربع مساحت و ۲۹۳ نفر جمعیت دارد و ۵۹۶ متر بالاتر از سطح دریا واقع شده‌است.